# Lake Cadman
Der Lake Cadman ist ein See in der Region Southland auf der Südinsel von Neuseeland.

## Geographie
Der Lake Cadman befindet sich in Fiordland zwischen dem Lake Carrick im Nordosten, der die gleiche Seehöhe aufweist wie der Lake Cadman und dem Moana-whenua-pōuri / Edwardson Sound im Südwesten, der auf Meereshöhe liegt. Der rund 2,25 km² große See erstreckt sich über eine Länge von rund 4,6 km in Nordost-Südwest-Richtung und misst an seiner breitesten Stelle rund 660 m. Sein Umfang beträgt rund 10,5 km.
Der Wasserzufluss erfolgt im Nordosten durch den Lake Carrick und dem davor liegenden Lake Purser. Der Abfluss wird durch einen kleinen schmalen, rund 360 m langen Fluss realisiert, der in seiner oberen Hälfte über die Cora Lynn Falls 10 m in die Tiefe stürzt.
In der Nähe des Abflusses des Sees befindet sich eine rund 1,8 Hektar große namenloses Insel.